# Alec Skempton
Alec Westley Skempton (4 de junio de 1914 - 9 de agosto de 2001) fue un ingeniero civil británico. Junto con Karl Terzaghi es conocido como uno de los padres fundadores de la disciplina de la ingeniería de mecánica de suelos. Estableció el curso de mecánica de suelos en el Imperial College de Londres, donde el edificio de los departamentos de Ingeniería Civil y Ambiental fue bautizado en su honor en 2004, y fue nombrado caballero en los Honores de Año nuevo en el 2000 por sus servicios como ingeniero. También jugó un papel importante en el registro de la historia de la ingeniería civil británica.

## Carrera
Skempton nació en Northampton y fue a la escuela de gramática de su ciudad natal. En 1932 se inscribió en la Universidad City and Guilds de Londres para estudiar ingeniería civil. Después de empezar a trabajar en su doctorado, financiado por una beca de la compañía Goldsmiths, se incorporó a la Building Research Station (BRS) en 1936, inicialmente trabajando en hormigón armado antes de dedicarse a la mecánica de suelos en 1937. 
El fallo de un terraplén para un embalse en Chingford, en el noreste de Londres, contribuyó a fijar las ideas de Skempton sobre los estratos de arcilla. Otros proyectos en los que intervino fueron el puente de Waterloo, la represa Muirhead cerca de Largs en Escocia, el astillero de Gosport y el canal de Eau Brink Cut del Gran Río Ouse, cerca del Kings Lynn.
En 1945, Skempton se encargó  desde la BRS de establecer un curso de mecánica de suelos en la Universidad Imperial (reclutando a Alan W. Bishop como su primer miembro del personal), convirtiéndose en lector a tiempo completo en 1946 e introduciendo en 1950 el primer curso de postgrado de mecánica de suelos. En 1955 fue elevado a la cátedra de mecánica de suelos y desde 1957 a 1976 fue la cabeza del departamento y profesor de ingeniería civil.
Realizó grandes contribuciones en el campo de la geología del cuaternario y fue ampliamente consultado en problemas que involucraban deslizamientos de tierra, cimentaciones, muros de sostenimiento y terraplenes. Entre sus proyectos notables figuran la presa de Mangla en Pakistán y el análisis del fallo de la  presa de Casington en Derbyshire en 1984.

## Investigación
Skempton trabajó en muchos proyectos de gran complejidad técnica a largo de su vida, especialmente en el análisis de las causas de  fallo del embalse de Chingford y de otras presas de materiales sueltos, incluyendo la del Lago del Valle Chew, para la que diseñó un sistema de drenajes de arena para acelerar la consolidación de los débiles materiales aluviales del cimiento de la presa, siendo la primera vez que se utilizó este procedimiento constructivo en el Reino Unido.   
El comportamiento in situ de las arcillas naturales fue de gran interés para Skempton, quien escribió dos artículos publicados por la Sociedad Geológica sobre la compactación geológica de las arcillas naturales. En sus escritos académicos formuló conceptos como los de los coeficientes A y B para caracterizar la presión del agua en los poros de un material, que se siguen usando hoy en día. Muchos de sus documentos de investigación y otros escritos están disponibles en los Archivos de Skempton y Bishop, conservados en el Imperial College de Londres.
Fue miembro fundador del comité de la Institución de Ingenieros Civiles, Mecánica de Suelos y Cimentaciones (posteriormente, la Asociación Británica Geotécnica).   
Así mismo contribuyó de forma influyente a documentar la historia de la ingeniería civil. Presidió el consejo de los archivos de ingeniería civil en el ICE, donde editó los trabajos de William Jessop (1979); John Smeaton (1981) -reconocido como uno de los fundadores de la ingeniería civil-; y del ingeniero John Grundy. Empezó a trabajar en el primer volumen de un Diccionario Biográfico de Ingenieros Civiles de las islas británicas, finalmente publicado en 2002.  

## Honores y premios

### Reino Unido

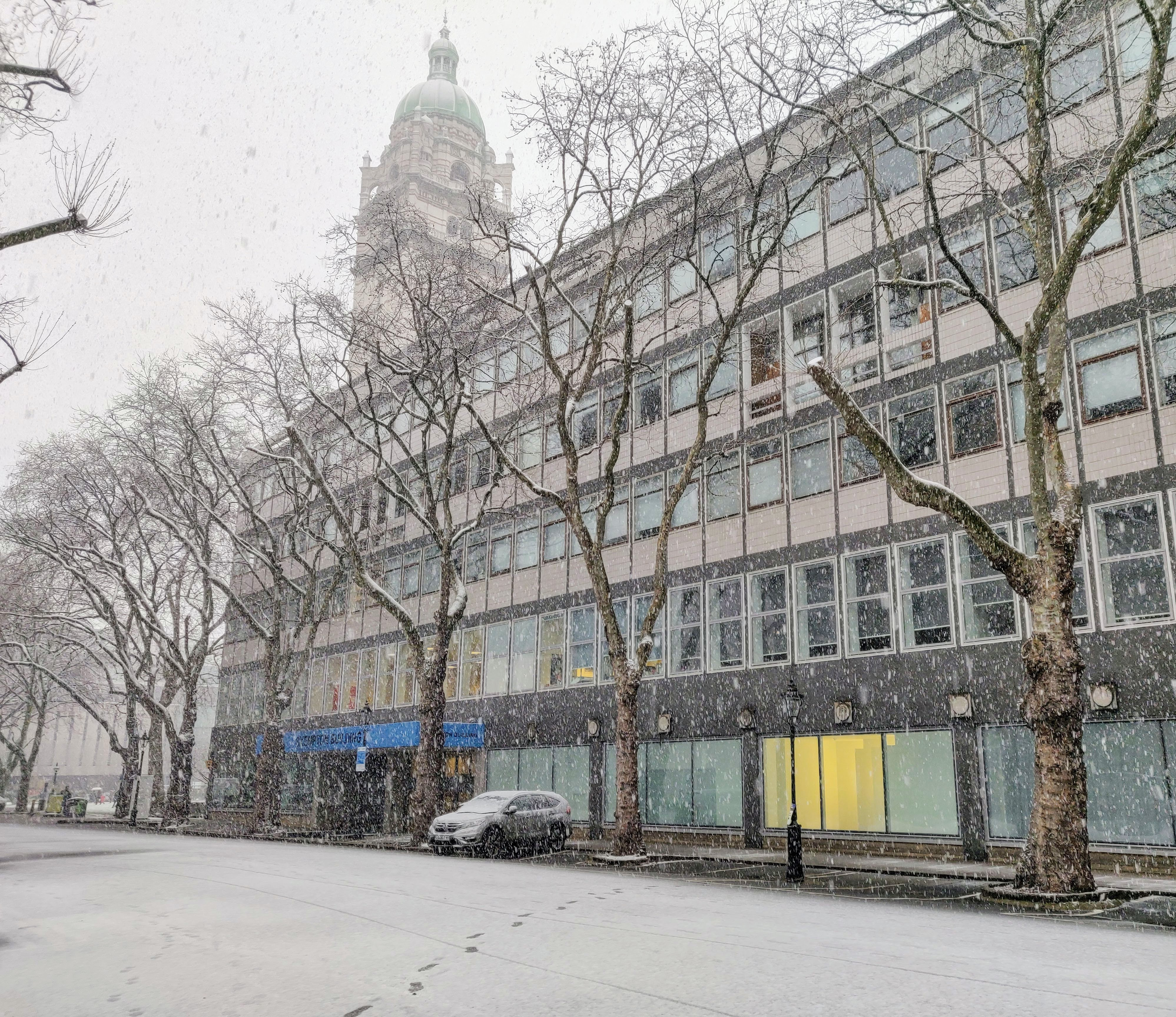
Edificio Skempton del Imperial College London

Skempton fue miembro del Club Links de la Universidad City and Guilds mientras permaneció en la Universidad Imperial. Presentó la cuarta Lectura Rankine, titulada Estabilidad de Taludes de Arcilla a Largo Plazo en 1964. En reconocimiento a sus contribuciones a la mecánica de suelos, en 2004 el edificio del departamento de Ingeniería Civil y Ambiental en el Imperial College London fue denominado con su nombre: el Edificio Skempton.  
 

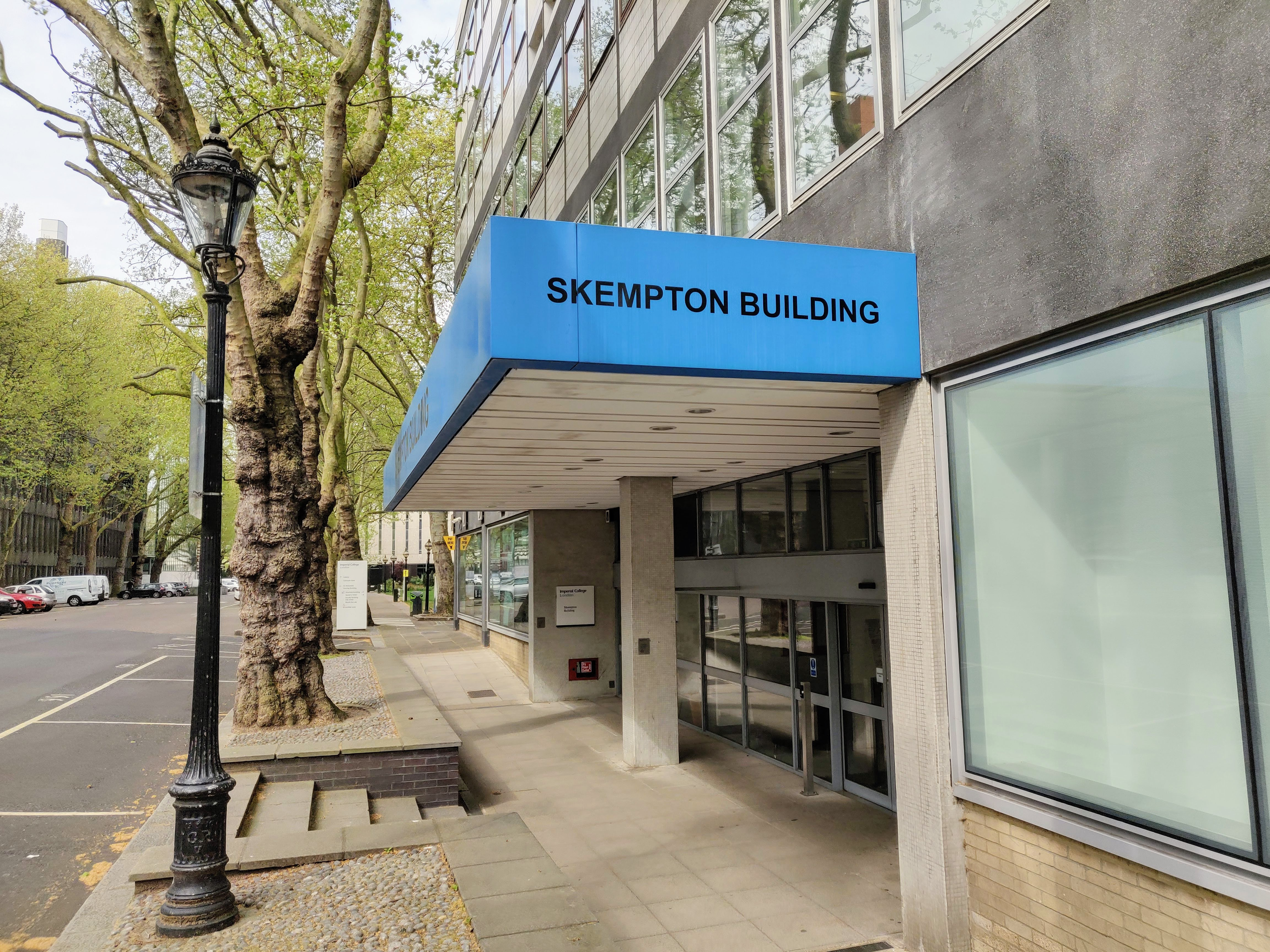
Entrada del Edificio Skempton en campus South Kensington del Imperial College London

Otros reconocimientos incluyen su nombramiento como Miembro de la Royal Society (1961) y Miembro Fundador de la Academia Real de Ingeniería. También recibió diversas medallas, como la otorgada por el Institución de Ingenieros Civiles (la medalla James Alfred Ewing en 1968), la de la Sociedad Geológica (Medalla Lyell 1972), la de la Sociedad Newcomen, y una medalla de oro del Instituto de Ingenieros Estructurales (IStructE). Fue nombrado caballero por sus servicios a la ingeniería en los Honores del Año Nuevo del 2000.  

### Reconocimientos internacionales
Skempton fue elegido como el segundo Presidente de la Sociedad Internacional de Ingeniería de Mecánica de Suelos y Cimentaciones, sucediendo a Terzaghi en 1957. También ganó el premio Terzaghi de la Sociedad Americana de Ingenieros Civiles.

## Lecturas relacionadas
- A Particle of Clay: the Biography of Alec Skempton. ISBN 1-870325-84-2

- Datos: Q2640622